# John Miller Adye
John Miller Adye (ur. 1 listopada 1819 w Sevenoaks, zm. 26 sierpnia 1900) –  brytyjski wojskowy i polityk, syn majora Jamesa Adye’a.

## Życiorys
Służbę wojskową rozpoczął w 1836, kiedy wstąpił do Królewskiej Artylerii. W 1846 został awansowany do stopnia kapitana. Podczas wojny krymskiej służył w stopniu brygadiera-majora. Został odznaczony Orderem Łaźni i awansowany na podpułkownika. Po wojnie służył w Indiach. Brał udział w walkach powstania Sipajów w 1857. W 1863 brał udział w kampanii północno-zachodniej. W 1866 powrócił do kraju.
W latach 1870–1875 był dyrektorem ds. artylerii w ministerstwie wojny. W 1873 otrzymał Krzyż Komandorski Orderu Łaźni i został awansowany do stopnia generała-majora. W 1875 został gubernatorem Królewskiej Akademii Wojskowej w Woolwich. W 1880 został zastępcą generała artylerii. Był nim do 1882, kiedy to został szefem sztabu i zastępcą dowódcy brytyjskiej wyprawy do Egiptu. Za tę kampanię został odznaczony Krzyżem Wielkim Orderu Łaźni. W latach 1883–1886 był gubernatorem Gibraltaru.
Był autorem kilku książek: A Review of the Crimean War (1859), Sitana: a Mountain Campaign on the Borders of Afghanistan in 1863 oraz Recollections of A Military Life (1895).

## Życie prywatne
7 października 1856 poślubił Mary Cordelię Stopford (zm. 14 lutego 1912), córkę admirała Montagu Stopforda i Cordelii Whitmore, córki generała-majora George’a Whitmore’a. John i Mary mieli razem dwóch synów i cztery córki:
- John Adye (ur. 1857)
- Winifreda Jane Adye (ur. 1860, zm. 5 grudnia 1914), żona Williama Watsona-Armstronga, 1. barona Armstrong, miała dzieci
- Mary Caroline Adye (ur. 1861), żona Apsleya Smitha, miała dzieci
- Ethel Montagu (ur. 1865)
- Mortimer Stopford Adye (ur. 1867)
- Evelyn Violet Adye (ur. 1869)